# Cees van Berckel

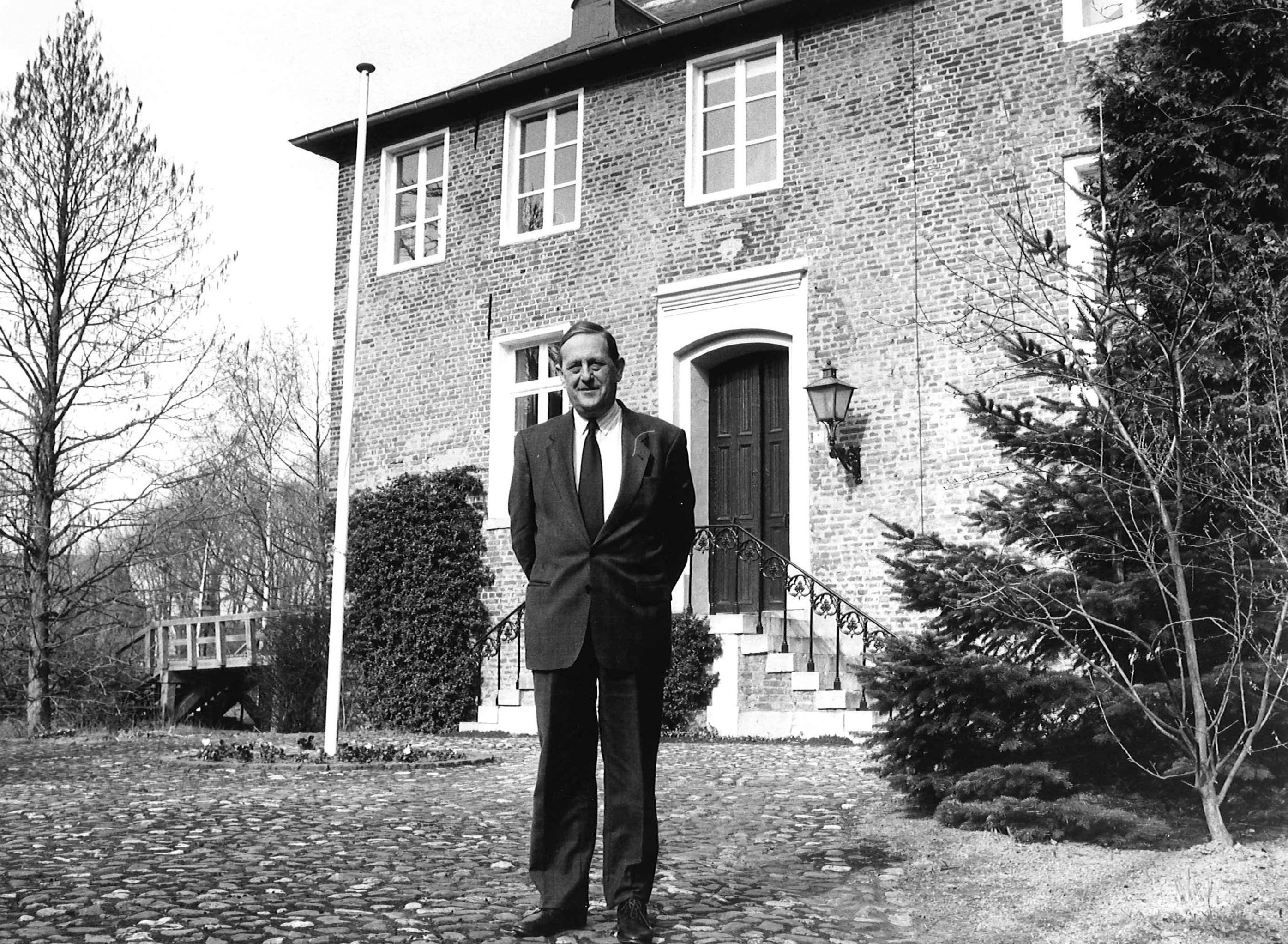
Burgemeester van Berckel nam op 1 april 1992 afscheid van Gemeente Maasbree

Cornelis Eugène Jacob Maria (Cees/Kees) van Berckel ('s-Hertogenbosch, 20 mei 1932 – Weert 6 september 2016) was een Nederlands politicus van de KVP en later het CDA.
Van Berckel, telg uit het geslacht Van Berckel, was stafmedewerker bij de Vereniging van Nederlandse Gemeenten (VNG) voor hij in 1969 benoemd werd tot burgemeester van Stramproy. In mei 1984 volgde zijn benoeming tot burgemeester van Maasbree. 
In 1992 ging Van Berckel daar vervroegd met pensioen. Hij is overleden in september 2016 op 84-jarige leeftijd.